# Soldatenlohn
Soldatenlohn ist der erste von William Faulkner publizierte Roman; er erschien erstmals 1926 unter dem englischen Originaltitel Soldiers’ Pay bei Boni & Liveright in New York. Auf Deutsch erschien der Roman 1958 in der Übersetzung durch Susanna Rademacher als Bd. 260 der rororo Taschenbücher.

## Handlung
Der Roman handelt von einem aus dem Ersten Weltkrieg heimkehrenden Fliegeroffizier, dem es in der alten Heimat Georgia nicht mehr gelingt, Fuß zu fassen. Begleitet wird er bei seiner Heimkehr von einem anderen Veteranen und einer Kriegswitwe. Eine schlimme Kopfverletzung, die er sich bei einem Absturz zugezogen hatte, führt schließlich zu seinem Tod.

## Einordnung
Wie Hemingway ist auch Faulkner ein Schüler von Sherwood Anderson, dem wohl die Veröffentlichung bei Boni & Liveright hauptsächlich zu verdanken ist. Der Roman steht zudem in der Reihe anderer Romane, die von der Literaturgeschichte mit dem Begriff "Verlorene Generation" (Lost Generation) etikettiert wird.

## Autobiografische Bezüge
William Faulkner wollte sich selbst als Fliegerpilot am Kriegsgeschehen des Ersten Weltkriegs beteiligen und meldete sich dafür auch bei der Royal Air Force (für die amerikanischen Streitkräfte war er damals noch zu jung). Allerdings gelangte er bei seiner Ausbildung nicht einmal bis zu einem eigenen Soloflug, denn der Krieg war vorher beendet. Trotzdem verbreitete er bei seiner Heimkehr die Mär, er sei als Flieger abgeschossen worden. Später, als bereits erfolgreicher Autor, holte er seinen Flugschein nach.